# BBC Knowledge
BBC Knowledge est une chaîne de télévision internationale, diffusant des programmes visant un public mixte, parlant de sujets tels que le monde, les sciences et les technologies, l'histoire, le business...
Cette page concerne la version internationale de BBC Knowledge et non la version originale au Royaume-Uni du même nom, cette dernière étant remplacée par BBC Four.

## Histoire de la chaîne
BBC Knowledge fut, comme BBC Lifestyle, lancée à Singapour par mio TV en juillet 2007. Aujourd'hui, elle est recevable à Hong Kong avec Now TV, en Pologne avec Cyfrowy Polsat en satellite, où elle a été lancée en décembre 2007, puis sur DStv en Afrique du Sud ainsi qu'avec Orbit Showtime au Moyen-Orient en décembre 2008. Elle est aussi diffusé avec BBC Entertainment dans les pays scandinaves pour remplacer BBC Prime sur Canal Digital, Com Hem, Telia Digital-TV et FastTV.
BBC Knowledge est, comme BBC Lifestyle et BBC Entertainment, possession de BBC Worldwide.
Elle est lancée en Italie le 1er mars 2011 sur Mediaset Premium. La version italienne était diffusée en italien et s'est arrêté le 1er mars 2016.